# Centrální registr dlužníků
Centrální registr dlužníků České republiky, obvykle označovaný jen jako Centrální registr dlužníků

## Činnost
Registr podle svého úvodního prohlášení zprostředkovává za poplatek registrovaným uživatelům zobrazení údajů vedených v různých registrech státní správy, bankovních registrech, databázích soukromých subjektů, a sdílení údajů zadaných do projektu samotnými věřiteli. Podle Aktuálně.cz však žádný větší poskytovatel úvěrů s projektem nespolupracuje. Projekt využívá zdání oficiality a serióznosti a systematicky zneužívá i názvy internetových domén budící dojem, že patří seriózním institucím. Státní instituce se od něj distancují, žádné významnější finanční instituce s ním nespolupracují, jím za poplatek vydaná potvrzení o bezdlužnosti nejsou uznávána a projekt je kritizován pro nekalé obchodní praktiky, zejména klamání spotřebitelů. 

## Provozovatelé
Podle dostupných informací projekt ovládá Jiří Jehlička prostřednictvím firem registrovaných v zahraničí - smlouvy s uživateli CERD ČR podepisuje za americkou společnost, která není registrována v České republice a nemá oprávnění v České republice podnikat, zatímco česká s. r. o. je formálně pouze technickým provozovatelem serveru.
Původně byla provozovatelem projektu společnost CorpInvest, a.s., v jejímž představenstvu podle Obchodního rejstříku byli Jiří Jehlička (nar. 1977), Ing. Jiří Jehlička (nar. 1947) a JUDr. František Diviš (nar. 1949), členy dozorčí rady byli Milan Jehlička (nar. 1951, Mgr. Anděla Jehličková (nar. 1951) a Ing. Petr Třešňák (nar. 1965). Koncem roku 2007 všichni ze společnosti vystoupili a až 16. června 2009 Městský soud v Praze stanovil společnosti, která neměla žádný statutární orgán a v místě udaného sídla se nevyskytovala, likvidátora.
Druhým provozovatelem byla po roce 2007 po dobu jednoho a půl roku CERD ČR spol. s r.o. (IČ 47117982 - není totožná s pozdější společností téhož názvu). Tato společnost byla 9. února 2009 převedena na Michala Endlera (nar. 1972), který se specializuje na činnost typu „bílého koně“, tj. byl jednatelem v množství obchodních společností, jejich původní funkcionáři se ze společností vytratili. 
17. listopadu 2010 upozornila iDnes.cz na údajné Jehličkovo tvrzení z jeho osobních webových stránek, že mu registry dlužníků a pedofilů nepatří, ale že „na základě osobní masáže jedinci ze státní správy“ své myšlenky předal pod správu mezinárodního uskupení se sídlem v USA, vlastněného americkými rezidenty.

## Kritika
S provozovatelem CERD nespolupracuje ani jeden z téměř padesáti větších poskytovatelů úvěrů, například bank. Skutečné zdroje svých záznamů CERD odmítá zveřejnit s odkazem na obchodní tajemství. CERD klamně deklaruje řadu zdrojů informací, z nichž některé v souladu se zákonem dostávat ani nemůže.
Banky a větší splátkové či leasingové společnosti výpis o bezdlužnosti vydaný CERD neuznávají. Finanční společnosti upozornily na mnoho případů, kdy dlužník registrovaný v některém z oficiálních registrů obdržel z CERD potvrzení o bezdlužnosti. Systém není zabezpečen proti vkládání smyšlených informací o dluzích údajnými věřiteli. Podle Aktuálně.cz na podzim 2009 před CERD varovaly významné společnosti a v létě 2010 chystaly další prohlášení.
Provozovatelům je vytýkáno, že uvádějí své uživatele v omyl tím, že název a provedení registru působí oficiálním dojmem a zájemcům je za poplatek (200 až 300 Kč) nabízeno tzv. potvrzení o bezdlužnosti, které však nemá žádnou oficiální platnost. Jako předplatné údajně bezplatné služby sledování vlastních závazků se platí 2000 Kč. Právník Martin Dvořák se podle Aktuálně.cz domnívá, že možnost záměny registru průměrným spotřebitelem za skutečné registry by mohla stačit k naplnění skutkové podstaty klamání spotřebitele, Aktuálně.cz spekulují i o možném naplnění skutkové podstaty trestného činu podvodu.  Poškození však podle Aktálně.cz nemají zájem provozovatele CERD žalovat, protože většinou mají dost problémů s vlastními dluhy.
CERD si zaregistroval zkratky BRKI a NRKI, které odpovídají názvům konkurenčních seriózních projektů využívaných bankami, a domény BRKI.cz a NRKI.cz přesměrovával na svůj vlastní projekt. Instituce provozující projekty se zneužitými názvy opomněly včas podat námitku u Úřadu průmyslového vlastnictví, výmazu ochranných známek dosáhly až v roce 2010, avšak internetové domény zneužívá CERD i nadále a textem na svém webu vzbuzuje mylný dojem, že má do těchto registrů přístup a využívá jejich data. V roce 2010 získal tento registr v anketě Křišťálová Lupa 7. místo v kategorii anticena.

## Inspirace
Kolem 25. října 2010, v návaznosti na medializovaný případ zmizení devítileté Anny Janatkové, CERD spustil anonymní webovou stránku, jejímž obsahem byla propagace tzv. veřejného registru pedofilů, který by obsahoval a zveřejňoval údaje o osobách odsouzených za sexuální delikty na dětech, podle pozdějšího Jehličkova prohlášení však i osoby jen obviněné nebo podezřelé z takových činů. Zdrojem informací měly být veřejné mediální zprávy, informace vložené do systému účastníky soudních řízení, rozsudky by administrátoři ověřovali na severu justice.cz nebo telefonickými dotazy u jednotlivých soudů. Při spuštění webový projekt obsahoval anketu, v níž návštěvníci stránky mohli s uvedením svých osobních údajů vyjádřit názor pro nebo proti zavedení tzv. registru pedofilů. Podle Jiřího Jehličky se této ankety do 30. října zúčastnilo přes 6 tisíc lidí, z nichž 95 % zavedení registru podpořilo. Spuštění registru obsahujícího jméno, příjmení, fotografii a adresu „pedofilů“ v minulosti odsouzených za zneužívání bylo avizováno na 17. listopadu a měl být provozován na zahraničním serveru, aby obešel české a evropské zákony na ochranu osobních údajů. Ještě před spuštěním však chtěli autoři vyzvat úřad vlády, aby stát zřídil vlastní registr. Ministr spravedlnosti Jiří Pospíšil přispěchal s prohlášením, že zřízení podobného státní registru se seznamem osob, které byly „odsouzeny za určitý typ trestné činnosti se sexuálním podtextem“, pro potřeby policejních orgánů podporuje a již delší dobu na něm ministerstvo pracuje, a že se předem nevyhýbá ani diskusi o zveřejňování nejzávažnějších případů deviantů.
Proti Jehličkovu projektu se vyslovovali sexuologové, právníci, Policie ČR, Úřad pro ochranu osobních údajů. Policie, podle Jehličkova sdělení, prohlásila, že bude stíhat kohokoli v Česku, kdo se na projektu bude podílet. V České televizi se 16. listopadu 2010 uskutečnil s Jehličkovou účastí diskusní pořad, kde advokát Tomáš Sokol záměr označil za protizákonný a za „největší porušení Ústavy za dobu demokracie“. 17. listopadu 2010 server iDNES.cz v souvislosti s chystaným registrem pedofilů s odkazem na článek Wikipedie poukázala na problematičnost registru CERD.
18. listopadu 2010 vydal Jiří Jehlička jménem CERD tiskovou zprávu, že vzhledem k řadám „nepravdivých informací zasahujících do dobrého jména účastníků a podporovatelů projektu“ v souvislosti s chystaným registrem a k tomu, že „podporovatelé by se vystavili riziku účelových perzekucí“ bylo rozhodnuto o zastavení dalších aktivit.